# Leioproctus davisi
Leioproctus davisi là một loài Hymenoptera trong họ Colletidae. Loài này được Maynard mô tả khoa học năm 1994.

## Hình ảnh

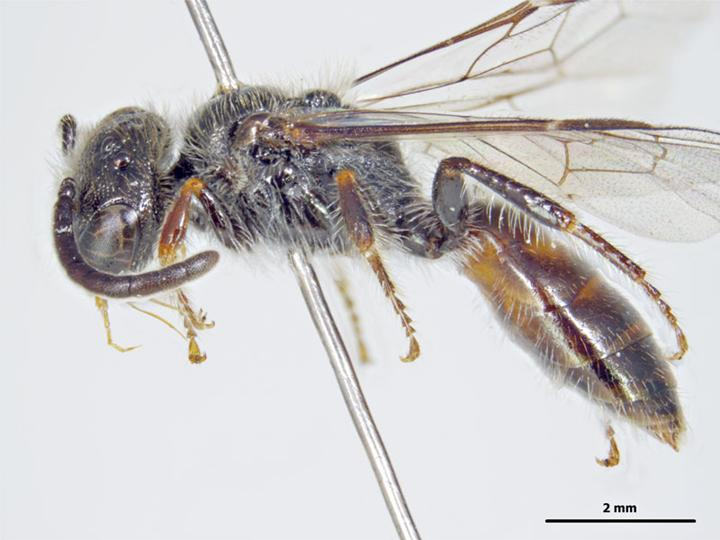